# The Seven Deadly Sins (film 1917)
The Seven Deadly Sins è un film muto del 1917 diretto da Theodore Marston e Richard Ridgely.

## Produzione
Il film fu prodotto dalla McClure Publishing Co.

## Distribuzione
Distribuito dalla Triangle Distributing.